# Undo
Undo – singel szwedzkiej wokalistki Sanny Nielsen, napisany przez Fredrika Kempe, Davida Kreugera oraz Hameda Pirouzpanah „K–One”, wydany 24 lutego 2014 roku. 23 lutego utwór został wydany na minialbumie o tym samym tytule.
Utwór reprezentował Szwecję podczas 59. Konkursu Piosenki Eurowizji w 2014 roku, zajął ostatecznie trzecie miejsce.

## Lista utworów
- CD singel (24 lutego 2014)[3]

1. „Undo” – 3:10
2. „Undo” (Instrumental) – 3:10

- Digital download (14 kwietnia 2014)[4]

1. „Undo” (BrainBeaters Radio Edit) – 3:03
2. „Undo” (BrainBeaters Remix) – 5:10
3. „Undo” (Eray Oktav & K–One Radio Edit) – 4:01
4. „Undo” (Eray Oktav & K–One Extended) – 5:30
5. „Undo” (Peet Syntax & Alexie Divello Late Night Radio Edit) – 3:44
6. „Undo” (Peet Syntax & Alexie Divello Late Night Club Mix) – 5:28

## Notowania na listach sprzedaży
| Kraj              | Lista (2014)       | Najwyższa pozycja | Certyfikat |
| ----------------- | ------------------ | ----------------- | ---------- |
| Szwecja           | Top 60 Singles     | 2                 | złoto      |
| Dania             | Tracklisten Top 40 | 5                 |            |
| Szwajcaria        | Singles Top 75     | 11                |            |
| Austria           | Singles Top 75     | 12                |            |
| Holandia          | Single Top 100     | 21                |            |
| Irlandia          | Top 100 Singles    | 21                |            |
| Belgia (Flandria) | Ultratop 50        | 25                |            |
| Niemcy            | Top 100 Singles    | 32                |            |
| Wielka Brytania   | Singles Top 200    | 40                |            |
| Belgia (Walonia)  | Ultratop 50        | 48                |            |
| Australia         | Top 100 Singles    | 81                |            |
| Francja           | Top 200 Singles    | 131               |            |